# Leptomenes laethificus
Leptomenes laethificus är en stekelart som beskrevs av Giordani Soika 1941. Leptomenes laethificus ingår i släktet Leptomenes och familjen Eumenidae. Inga underarter finns listade i Catalogue of Life.